# Sansevieria longistyla
Sansevieria longistyla är en sparrisväxtart som beskrevs av La Croix. Sansevieria longistyla ingår i släktet bajonettliljor, och familjen sparrisväxter. Inga underarter finns listade i Catalogue of Life.